# Джанп'єро Комбі
Джанп'єро Комбі (італ. Gianpiero Combi, * 20 листопада 1902, Турин — † 12 серпня 1956, Імпері) — колишній італійський футболіст, воротар.
Насамперед відомий виступами за клуб «Ювентус», а також національну збірну Італії.
П'ятиразовий чемпіон Італії. У складі збірної — чемпіон світу. 

## Клубна кар'єра
У дорослому футболі дебютував 1921 року виступами за команду клубу «Ювентус», кольори якої і захищав протягом усієї своєї кар'єри гравця, що тривала чотирнадцять років.  Більшість часу, проведеного у складі «Ювентуса», був основним голкіпером команди. За цей час п'ять разів виборював титул чемпіона Італії.

## Виступи за збірну
1924 року дебютував в офіційних матчах у складі національної збірної Італії. Протягом кар'єри у національній команді, яка тривала 11 років, провів у формі головної команди країни 47 матчів, пропустивши 65 голів. У складі збірної був учасником  футбольного турніру на Олімпійських іграх 1924 року у Парижі,  футбольного турніру на Олімпійських іграх 1928 року в Амстердамі, на якому команда здобула бронзові нагороди, а також домашнього для італійців чемпіонату світу 1934 року, на якому вони стали чемпіонами світу.
| Дата       | Місто              | Господарі         | Результат  | Гості          | Турнір                   | Голи | Примітки       |
| ---------- | ------------------ | ----------------- | ---------- | -------------- | ------------------------ | ---- | -------------- |
| 06/04/1924 | Будапешт           | Угорщина          | 7 – 1      | Італія         | товариський матч         | -    |                |
| 22/03/1925 | Турин              | Італія            | 7 – 0      | Франція        | товариський матч         | -    |                |
| 14/06/1925 | Валенсія           | Іспанія           | 1 – 0      | Італія         | товариський матч         | -    |                |
| 18/06/1925 | Лісабон            | Португалія        | 1 – 0      | Італія         | товариський матч         | -    |                |
| 04/11/1925 | Падуя              | Італія            | 2 – 1      | Югославія      | товариський матч         | -    |                |
| 17/01/1926 | Турин              | Італія            | 3 – 1      | Чехословаччина | товариський матч         | -    |                |
| 28/10/1926 | Прага              | Чехословаччина    | 3 – 1      | Італія         | товариський матч         | -    |                |
| 30/01/1927 | Женева             | Швейцарія         | 1 – 5      | Італія         | товариський матч         | -    |                |
| 17/04/1927 | Турин              | Італія            | 3 – 1      | Португалія     | товариський матч         | -    |                |
| 24/04/1927 | Париж              | Франція           | 3 – 3      | Італія         | товариський матч         | -    |                |
| 01/06/1928 | Амстердам          | Іспанія           | 1 – 1 д.ч. | Італія         | ОІ 1928                  | -    |                |
| 04/06/1928 | Амстердам          | Іспанія           | 1 – 7      | Італія         | ОІ 1928                  | -    |                |
| 07/06/1928 | Амстердам          | Уругвай           | 3 – 2      | Італія         | ОІ 1928                  | -    |                |
| 10/06/1928 | Амстердам          | Єгипет            | 3 – 11     | Італія         | ОІ 1928                  | -    |                |
| 14/10/1928 | Цюрих              | Швейцарія         | 2 – 3      | Італія         | Кубок Центральної Європи | -    |                |
| 11/11/1928 | Рим                | Італія            | 2 – 2      | Австрія        | товариський матч         | -    |                |
| 02/12/1928 | Мілан              | Італія            | 3 – 2      | Нідерланди     | товариський матч         | -    |                |
| 03/03/1929 | Болонья            | Італія            | 4 – 2      | Чехословаччина | Кубок Центральної Європи | -    |                |
| 07/04/1929 | Відень             | Австрія           | 3 – 0      | Італія         | Кубок Центральної Європи | -    |                |
| 28/04/1929 | Турин              | Італія            | 1 – 2      | Німеччини      | товариський матч         | -    |                |
| 01/12/1929 | Мілан              | Італія            | 6 – 1      | Португалія     | товариський матч         | -    |                |
| 09/02/1930 | Рим                | Італія            | 4 – 2      | Швейцарія      | товариський матч         | -    |                |
| 02/03/1930 | Франкфурт-на-Майні | Німеччини         | 0 – 2      | Італія         | товариський матч         | -    |                |
| 06/04/1930 | Амстердам          | Нідерланди        | 1 – 1      | Італія         | товариський матч         | -    |                |
| 11/05/1930 | Будапешт           | Угорщина          | 0 – 5      | Італія         | Кубок Центральної Європи | -    |                |
| 22/06/1930 | Болонья            | Італія            | 2 – 3      | Іспанія        | товариський матч         | -    |                |
| 25/01/1931 | Болонья            | Італія            | 5 – 0      | Франція        | товариський матч         | -    |                |
| 22/02/1931 | Мілан              | Італія            | 2 – 1      | Австрія        | Кубок Центральної Європи | -    |                |
| 29/03/1931 | Берн               | Швейцарія         | 1 – 1      | Італія         | Кубок Центральної Європи | -    |                |
| 12/04/1931 | Порту              | Португалія        | 0 – 2      | Італія         | товариський матч         | -    |                |
| 19/04/1931 | Більбао            | Іспанія           | 0 – 0      | Італія         | товариський матч         | -    |                |
| 20/05/1931 | Рим                | Італія            | 3 – 0      | Шотландія      | товариський матч         | -    |                |
| 15/11/1931 | Рим                | Італія            | 2 – 2      | Чехословаччина | Кубок Центральної Європи | -    |                |
| 13/12/1931 | Турин              | Італія            | 3 – 2      | Угорщина       | Кубок Центральної Європи | -    |                |
| 10/04/1932 | Париж              | Франція           | 1 – 2      | Італія         | товариський матч         | -    |                |
| 08/05/1932 | Будапешт           | Угорщина          | 1 – 1      | Італія         | Кубок Центральної Європи | -    |                |
| 02/04/1933 | Женева             | Швейцарія         | 0 – 3      | Італія         | Кубок Центральної Європи | -    |                |
| 07/05/1933 | Флоренція          | Італія            | 2 – 0      | Чехословаччина | Кубок Центральної Європи | -    |                |
| 13/05/1933 | Рим                | Італія            | 1 – 1      | Англія         | товариський матч         | -    |                |
| 22/10/1933 | Будапешт           | Угорщина          | 0 – 1      | Італія         | Кубок Центральної Європи | -    |                |
| 03/12/1933 | Флоренція          | Італія            | 5 – 2      | Швейцарія      | Кубок Центральної Європи | -    |                |
| 11/02/1934 | Турин              | Італія            | 2 – 4      | Австрія        | Кубок Центральної Європи | -    |                |
| 27/05/1934 | Рим                | Італія            | 7 – 1      | США            | ЧС 1934 - 1/8 фіналу     | -    |                |
| 31/05/1934 | Флоренція          | Італія            | 1 – 1 д.ч. | Іспанія        | ЧС 1934 - чвертьфінал    | -    |                |
| 01/06/1934 | Флоренція          | Італія            | 1 – 0      | Іспанія        | ЧС 1934 - чвертьфінал    | -    |                |
| 03/06/1934 | Мілан              | Італія            | 1 – 0      | Австрія        | ЧС 1934 - півфінал       | -    |                |
| 10/06/1934 | Рим                | Італія            | 2 – 1 д.ч. | Чехословаччина | ЧС 1934 - Фінал          | -    | Чемпіони світу |
| Усього     |                    | Матчів (47 місце) | 47         |                | Голів                    | 0    |                |

### Статистика виступів у кубку Мітропи
| №                      | Розіграш               | Стадія                 | Дата та місце проведення | Команда 1              | Рахунок                                            | Команда 2        | Голи та інші дії |
| ---------------------- | ---------------------- | ---------------------- | ------------------------ | ---------------------- | -------------------------------------------------- | ---------------- | ---------------- |
| 1                      | 1929                   | 1/4                    | 23.06.1929, Турин        | Ювентус                | 1:0 [Архівовано 14 жовтня 2020 у Wayback Machine.] | Славія (Прага)   | Капітан команди  |
| 2                      | 1929                   | 1/4                    | 06.07.1929, Прага        | Славія (Прага)         | 3:0 [Архівовано 15 травня 2021 у Wayback Machine.] | Ювентус          | Капітан команди  |
| 3                      | 1932                   | 1/4                    | 25.06.1932, Турин        | Ювентус                | 4:0 [Архівовано 4 травня 2021 у Wayback Machine.]  | Ференцварош      | Капітан команди  |
| 4                      | 1932                   | 1/4                    | 03.07.1932, Будапешт     | Ференцварош            | 3:3 [Архівовано 4 травня 2021 у Wayback Machine.]  | Ювентус          | Капітан команди  |
| 5                      | 1932                   | 1/2                    | 6.07.1932, Прага         | Славія (Прага)         | 4:0 [Архівовано 4 травня 2021 у Wayback Machine.]  | Ювентус          | Капітан команди  |
| 6                      | 1932                   | 1/2                    | 10.07.1932, Турин        | Ювентус                | 2:0 [Архівовано 17 жовтня 2020 у Wayback Machine.] | Славія (Прага)   | Капітан команди  |
| 7                      | 1933                   | 1/4                    | 22.06.1933, Будапешт     | Уйпешт                 | 2:4 [Архівовано 3 грудня 2020 у Wayback Machine.]  | Ювентус          | Капітан команди  |
| 8                      | 1933                   | 1/4                    | 29.06.1933, Турин        | Ювентус                | 6:2 [Архівовано 4 травня 2021 у Wayback Machine.]  | Уйпешт           | Капітан команди  |
| 9                      | 1933                   | 1/2                    | 09.07.1933, Відень       | Аустрія (Відень)       | 3:0 [Архівовано 4 травня 2021 у Wayback Machine.]  | Ювентус          | Капітан команди  |
| 10                     | 1933                   | 1/2                    | 16.07.1933, Турин        | Ювентус                | 1:1 [Архівовано 4 травня 2021 у Wayback Machine.]  | Аустрія (Відень) | Капітан команди  |
| 11                     | 1934                   | 1/8                    | 17.06.1934, Турин        | Ювентус                | 4:2 [Архівовано 15 квітня 2021 у Wayback Machine.] | Тепліцер         | Капітан команди  |
| 12                     | 1934                   | 1/8                    | 24.06.1934, Тепліце      | Тепліцер               | 0:1 [Архівовано 16 квітня 2021 у Wayback Machine.] | Ювентус          | Капітан команди  |
| 13                     | 1934                   | 1/4                    | 01.07.1934, Будапешт     | Уйпешт                 | 1:3 [Архівовано 29 квітня 2021 у Wayback Machine.] | Ювентус          | Капітан команди  |
| 14                     | 1934                   | 1/4                    | 08.07.1934, Турин        | Ювентус                | 1:1 [Архівовано 1 травня 2021 у Wayback Machine.]  | Уйпешт           | Капітан команди  |
| 15                     | 1934                   | 1/2                    | 25.07.1934, Відень       | Адміра (Відень)        | 3:1 [Архівовано 4 травня 2021 у Wayback Machine.]  | Ювентус          | , ВП, 81'        |
| 16                     | 1934                   | 1/2                    | 29.07.1934, Генуя        | Ювентус                | 2:1 [Архівовано 18 жовтня 2020 у Wayback Machine.] | Адміра (Відень)  | Капітан команди  |
| Всього у кубку Мітропи | Всього у кубку Мітропи | Всього у кубку Мітропи | Всього у кубку Мітропи   | Всього у кубку Мітропи | 16                                                 |                  | 0                |

## Титули і досягнення
- Чемпіон Італії (5):

«Ювентус»:  1925–26, 1930–31, 1931–32, 1932–33, 1933–34
- Чемпіон світу (1):

1934
- Бронзовий олімпійський призер: 1928